# 재사용 가능 우주발사체

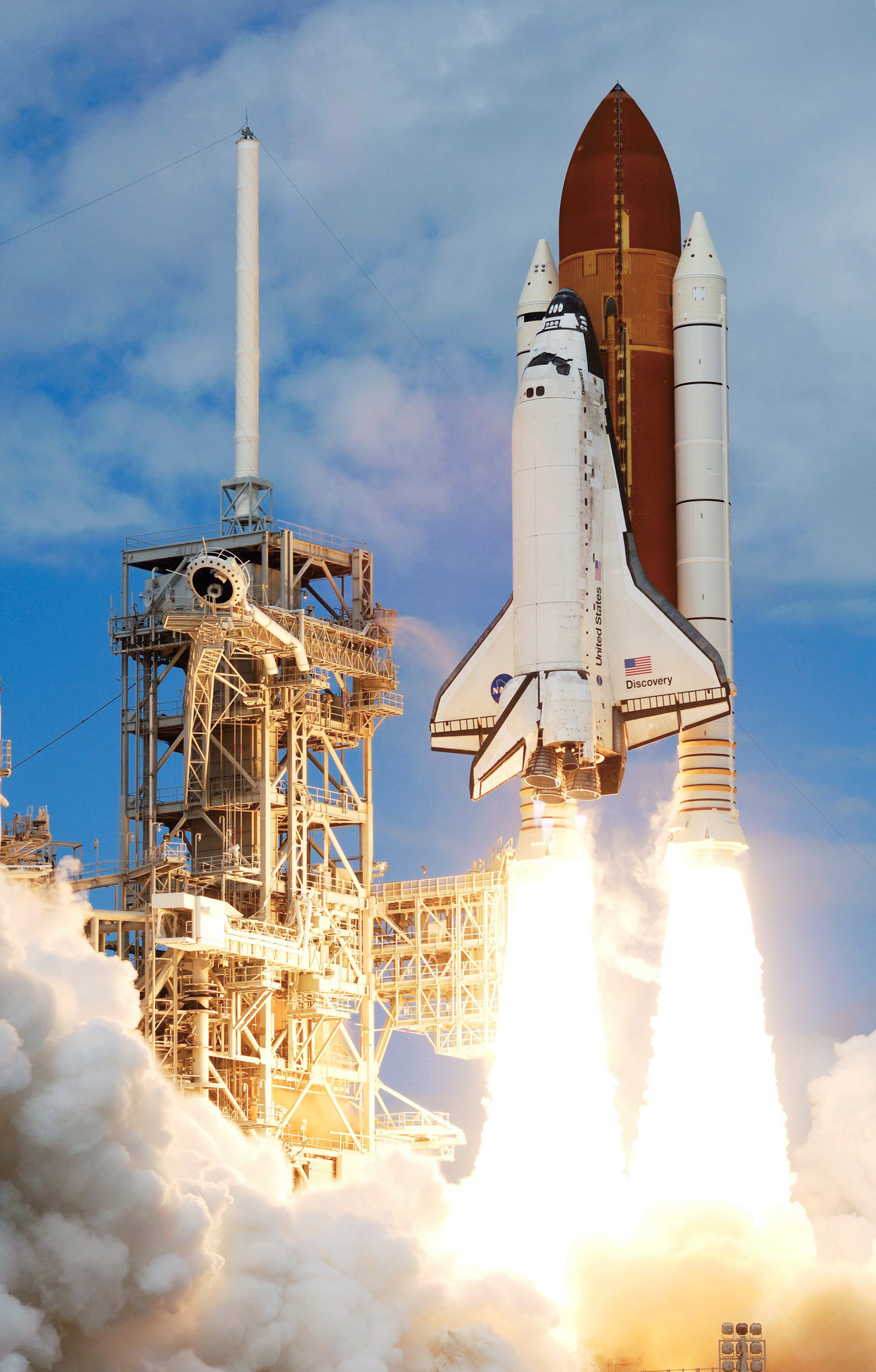
STS 120

재사용 가능 우주발사체(再使用可能宇宙發射體, 영어: Reusable Launch Vehicle, RLV)는 재사용이 가능한 발사체로, 로켓의 일부 또는 전체를 재사용 가능한 발사체를 말한다.

## 현황
지금까지 몇 가지 RLV가 발사되었으나, 모두 부분 재사용 발사체이다. 전체 재사용 RLV는 아직까지 설계가 매우 까다롭고 성공이 미지수이기 때문에 아직까지 전체 재사용 RLV는 개발되지 않았다. 부분 재사용 발사체로는 팔콘 9·우주왕복선 등이 있으며 전체 재사용 발사체로는 벤처스타와 X-33이 있다.

## 목록
- 미국 항공우주국 - 우주왕복선 (2011년 퇴역)
- 미국 항공우주국 - 아레스 I (2011년 퇴역)
- 스페이스X - 팰컨 9 (2010년~)
- 스페이스X - 팰컨 헤비 (2018년~)
- 스페이스X - 스타십 (2023년~)
- 유나이티드 론치 얼라이언스 - 벌컨 (2024년~)
- 스페이스 파이오니어 - 천룡 3호 (2025년~)
- 블루 오리진 - 뉴 글렌 (2025년~)
- 갤럭틱 에너지 - 팔라스 1호 (예정)
- 페리지에어로스페이스 - 블루웨일 1호 (예정)